# SN 1950H
SN 1950H – supernowa odkryta 17 marca 1950 roku w galaktyce NGC 5857. W momencie odkrycia miała maksymalną jasność 18,10m.